# Ignisious Gaisah
Ignisious Gaisah (Kumasi, 20 luglio 1983) è un lunghista ghanese naturalizzato olandese.

## Palmarès
| Anno                              | Manifestazione          | Sede        | Evento         | Risultato | Prestazione | Note                                     |
| --------------------------------- | ----------------------- | ----------- | -------------- | --------- | ----------- | ---------------------------------------- |
| In rappresentanza del Ghana       |                         |             |                |           |             |                                          |
| 2003                              | Mondiali                | Saint-Denis | Salto in lungo | 4º        | 8,13 m      |                                          |
| 2003                              | Giochi panafricani      | Abuja       | Salto in lungo | Oro       | 8,30 m      |                                          |
| 2004                              | Giochi olimpici         | Atene       | Salto in lungo | 6º        | 8,24 m      |                                          |
| 2005                              | Mondiali                | Helsinki    | Salto in lungo | Argento   | 8,34 m      |                                          |
| 2006                              | Mondiali indoor         | Mosca       | Salto in lungo | Oro       | 8,30 m      |                                          |
| 2006                              | Giochi del Commonwealth | Melbourne   | Salto in lungo | Oro       | 8,20 m      |                                          |
| 2006                              | Campionati africani     | Bambous     | Salto in lungo | Oro       | 8,51 m      |                                          |
| 2007                              | Giochi panafricani      | Abuja       | Salto in lungo | Finale    | dns         |                                          |
| 2010                              | Mondiali indoor         | Doha        | Salto in lungo | 7º        | 7,81 m      |                                          |
| 2010                              | Campionati africani     | Nairobi     | Salto in lungo | Finale    | dns         |                                          |
| 2010                              | Giochi del Commonwealth | Delhi       | Salto in lungo | Bronzo    | 8,12 m      |                                          |
| 2011                              | Mondiali                | Taegu       | Salto in lungo | 17º (q)   | 7,92 m      |                                          |
| 2011                              | Giochi panafricani      | Maputo      | Salto in lungo | Argento   | 7,86 m      |                                          |
| 2012                              | Mondiali indoor         | Istanbul    | Salto in lungo | 7º        | 7,86 m      |                                          |
| 2012                              | Campionati africani     | Porto-Novo  | Salto in lungo | Bronzo    | 7,73 m      |                                          |
| 2012                              | Giochi olimpici         | Londra      | Salto in lungo | 18º (q)   | 7,79 m      |                                          |
| In rappresentanza dei Paesi Bassi |                         |             |                |           |             |                                          |
| 2013                              | Mondiali                | Mosca       | Salto in lungo | Argento   | 8,29 m      | Record nazionale                         |
| 2014                              | Mondiali indoor         | Sopot       | Salto in lungo | 10º (q)   | 7,99 m      | Miglior prestazione personale stagionale |
| 2014                              | Europei                 | Zurigo      | Salto in lungo | 6º        | 8,08 m      |                                          |
| 2015                              | Mondiali                | Pechino     | Salto in lungo | 22º (q)   | 7,77 m      |                                          |
| 2016                              | Europei                 | Amsterdam   | Salto in lungo | Bronzo    | 7,93 m      |                                          |

## Altre competizioni internazionali
2014
- Oro in Coppa continentale ( Marrakech), salto in lungo - 8,11 m